# Саакян, Георгий Мушегович
Георгий Мушегович Саакян (19 июля 1935, Гегадзор — 23 июня 2014, Белгород) — советский и российский тренер по баскетболу.

## Биография
Начал работать в Белгороде 13 февраля 1961 года тренером-преподавателем по баскетболу областного совета ВДСО «Динамо».

## Тренерская карьера
Среди воспитанников Г. М. Саакяна 19 мастеров спорта, в том числе баскетболисты, как Александр Гончаров, мастер спорта СССР, чемпион Европы (Норвегия) 1974 года, серебряный призёр Всемирной Универсиады в Болгарии 1978 года; Юрий Гончаров, мастер спорта СССР, чемпион Европы в Греции 1975 года, серебряный призёр Чемпионата Европы (Испания), 3-кратный чемпион России; Ольга Калитвянская-Григорьева, заслуженный мастер спорта, чемпионка Европы; Геннадий Толмачев, мастер спорта СССР, чемпион Европы среди юниоров (Югославия) 1980 года; и многие другие.
Сборная команда юношей Белгородской области под руководством Георгия Саакяна в период с 1973 по 1979 годы — 7-ми кратные победители первенств РСФСР и многократные призёры первенств СССР по баскетболу.
Выпускниками Георгия Михайловича была укомплектована мужская команда «Строитель», которая выступала в чемпионатах РСФСР и первенствах СССР в период с 1979 по 1981 годы среди команд мастеров класса «А» первой и высшей лиги. А сборная команда юношей областной спортивной школы, подготовленная Г. М. Саакяном, стала призёром первенства РСФСР в 1984 году, чемпионом России в 1986 году.
За успешную работу по воспитанию спортивного резерва в 1973 году Г. М. Саакян был награждён значком «Отличник народного просвещения РСФСР».
За подготовку чемпионов Европы в 1975 году Георгию Саакяну, первому тренеру в области, было присвоено звание «Заслуженного тренера России». В этом же году за высокие результаты работы по подготовке спортивного резерва одной из первых ДЮСШ области спортивной школе облоно присвоен статус Олимпийского резерва.
За высокие показатели в педагогической деятельности и результаты по подготовке высококвалифицированных спортсменов Г. М. Саакян в 1978, 79, 82 годах награждался почетными грамотами, дипломами комитета по физической культуре и при Совете Министров РСФСР и СССР.

## Достижения
В 1985 году награждён значком «Отличник просвещения СССР», а в 1988 году получил звание «Заслуженного работника физической культуры России».
В 1988 г. — тренер польской команды «Погон» (г. Прудник).
В 1991—1992 г. г. работал тренером-консультантом команды «Урарту» Армении.
В 1998 году команда «Строитель» г. Белгород заняла III место в I лиге Чемпионата России, что дало им право войти в Высшую лигу. К сожалению, спортивный комитет и вышестоящие организации не нашли возможность профинансировать участие, и команда снялась с Чемпионата. Это и стало причиной распада взрослого баскетбола.
До конца жизни работал старшим тренером сборной команды БГТУ им. В. Г. Шухова «Белогорье — Технолог» г. Белгород. В 2008—2009 гг. команда выступила в Чемпионате России среди команд высшей лиге дивизион «В». Также команда успела выступить в I лиге Регион «Черноземье» и дважды становилась чемпионом этих соревнований.

## Награды
- 1965 г. — Судья Республиканской категории
- 1973 г. — Отличник народного просвещения РСФСР
- 1975 г. — Заслуженный тренер РСФСР по баскетболу
- 1985 г. — Отличник просвещения СССР
- 1988 г. — Заслуженный работник физической культуры РСФР
- 2008 г. — Почетный Динамовец
- 2009 г. — Лучшие люди России — большая энциклопедия
- 2011 г. — Медаль ордена «За заслуги перед Отечеством» II степени